# Stade de Tušanj
Le stade de Tušanj est un stade omnisports situé à Tuzla, en Bosnie-Herzégovine.
Avec 15 000 places, il est le plus grand stade de la ville, et le 6e stade le plus grand du pays. Il est notamment utilisé pour des matchs de football et il est le stade principal du FK Sloboda Tuzla.